# Háromtagú forma
A néha dalformának is nevezett háromtagú forma egy szimmetrikus, háromrészes zenei forma, mely egy kezdő szakaszból (A), egy következő szakaszból (B), majd az első szakasz ismétlődéséből (A) áll. Általában A-B-A sémaként ábrázolható. A zenei világ formakincsét gazdagító háromtagú forma dalforma elnevezésének oka, hogy a hangszeres zene is az énekes zenétől tanulta el ezt. Mint triós táncforma ott található már a régi tánczenékben és mint reprízes daltípus pedig már a 14. - 15. századi balladairodalomban, ebből alakult ki a háromszakaszos, da capo ária formája. A háromtagú forma az egyik alapvető formatípusává lett a hangszeres zenének is, a szimfonikus zenében főként a lassú tételek, a stilizált tánctételek és a gyors középrészek formája. A romantikus zene legtöbb rövid zongoradarabja (noktürn, impromptu, intermezzo,  rapszódia etc.) is háromtagú formában íródott. Valójában a szonátaforma is háromtagú forma, annak egy speciális esetének tekinthető.

## Egyszerű háromtagú forma
A háromtagú formában minden szakasz tematikusan és hangnemében is önálló (vagyis minden szakasz különálló és teljes témákat tartalmaz) és autentikus zárlattal zárul. A középrész, azaz a B-szakasz általában kontrasztos jellegű, hangnemét tekintve gyakran az A-szakasz domináns hangnemében, vagy az A-szakasz párhuzamos moll hangnemében szól; a klasszikus korszak számos művében ugyanakkor a B-szakasz marad az A-szakasz hangnemében, viszont a tematikus anyaga eltérő karakterű.

### Da capo aria
A barokk operaáriáknak és a barokk szakrális művek áriáinak jelentős része da capo ária, mely szintén A-B-A formaként írható le. Ez általános modellje szerint hosszú A-szakasszal kezdődik, ezt követi egy rövid középérész, a B-szakasz, mely vagy a domináns, vagy a párhuzamos moll hangnemben szól és az A-szakasz tematikus anyagát dolgozza fel, majd az A-szakasz megismétlődik. Megszokott volt, hogy a harmadik szakaszban (az A-rész újramegjelenésekor) a szólisták kisebb díszítő anyagot vagy rövid, rögtönzött variációt fűztek hozzá. Később a klasszikus korban ezeket a változtatásokat már a kottába is lejegyezték. Az ilyen esetekben a harmadik szakaszt néha A' vagy A1 címkével látják el, jelezve, hogy kissé eltér az első A-résztől.

## Összetett háromtagú forma, vagy trióforma
A trióformában mindhárom szakasz egy kéttagú formájú részből (két alszakaszból áll, melyek mindegyike ismétlődik) és egy kontrasztos trió rész van középen, mely szintén kéttagú formájú és részei ismétlődnek. Ilyen például Haydn Üstdob szimfóniájában a menüett és trió. A menüett egy első szakaszból (1A) áll, amely ismétlődik, és egy második szakaszból (1B), amely szintén ismétlődik. A trió rész ugyanazt a formát követi (2A ismétléssel és 2B ismétléssel). A teljes menüettet majd újra lejátsszák a trió végén, mindez a következőképpen ábrázolható: [(1A–1A–1B–1B) (2A–2A–2B–2B) (1A–1A–1B–1B)]. Gyakran előfordul, hogy a menüett második változatában a szakaszok már nem ismétlődnek, ez a [(1A–1A–1B–1B) (2A–2A–2B–2B) (1A–1B)] sémával ábrázolható. A trióban megjelenhet doubles, vagy nevezhetjük I/II-ként is, például Bach második zenekari szvitjében a polonéz és doubles (vagy Polonéz I/II.), illetve a második angol szvitből a bourrée és doubles (vagy Bourrée I/II.). 

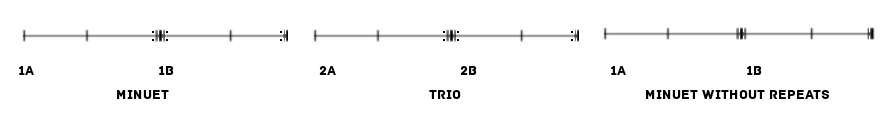
A menüett és trió sémája

A scherzo és trió, amely struktúrájában megegyezik más trióformákkal, a késő klasszikus korban és a kora romantika korszakában alakult ki. Ilyen például Beethoven: 9. szimfóniájának a második tétele (scherzo és trió), valamint Schubert vonósötösében a scherzo és trió. Ez utóbbit nevezik "összetett háromtagú formának".
A kora romantikus korban írt trióformájú tételek (különösen a scherzók) néha tartalmaznak egy rövid codát is (az egész tételt kiegészítő zárórész) és esetleg egy rövid bevezetőt (introdukció) is. Ebben a formában íródott Beethoven 9. szimfóniájának második tétele, amelynek formai sémája a következőképp ábrázolható: [(INTRO) (1A–1A–1B–1B) (2A–2A–2B–2B) (1A–1B) (CODA)]
John Philip Sousa és mások indulói is ezt a formát követik, a polkák is gyakran összetett háromtagú formájúak.

## Háromtagú forma a háromtagú formán belül
A komplex háromtagú formában minden szakasz önmagában is hármas formában van az [(A–B–A) (C–D–C)(A–B–A)] sémában, megegyezés szerint minden rész ismétlődik, vagy csak az első megjelenéskor: [(A–A–B–B–A)(C–C–D–D–C)(A–B–A)].
A kibővített hármas formák különösen gyakoriak a romantikus kor zeneszerzőinél; példa erre Chopin „katona” polonéze (op. 40, no. 1) [(A–A–B–A-B–A)(C–C–D–C-D–C)(A–B–A) )], ahol az A és B szakaszok, valamint a C és D szakaszok csoportként ismétlődnek, majd a végén ismétlés nélkül tér vissza az eredeti téma.